# Pietro Bucalossi
Pietro Enrico Alfredo Bucalossi (San Miniato, le 9 août 1905 – Milan, le 15 mars 1992) est un médecin italien qui est homme politique.

## Biographie
Diplômé de médecine et de chirurgie de l'université de Pise, puis assistant dans le même centre hospitalier avant de rejoindre celui de Florence, Pietro Bucalossi est contraint pour des motifs politiques d'abandonner ce poste. Ayant obtenu le concours d'assistant-chirurgien auprès de l'Institut national pour l'étude et le traitement des cancers de Milan où il s'installe en 1934. Devenu au fil du temps un cancérologue de renommée internationale, il occupe la charge de directeur auprès de cet institut de 1956 à 1974 et celle de président par la suite. En outre, de 1948 à 1966, il est président de la section milanaise de la Ligue italienne pour la lutte contre le cancer. Il est, de plus, un des fondateurs en 1956 du Journal International de Chirurgie thoracique et, en 1970, nommé président de la commission chargée de l'évaluation du soi-disant siero Bonifacio.
Doté d'un caractère affirmé et parfois même irascible, il est reconnu pour sa grande humanité dans ses relations envers ses patients, pour lesquels il souhaitait une approche basée, non seulement sur la thérapie physique, mais aussi sur l'usage de tous les comportements qui pouvait amener à une amélioration de l'état psychologique du malade. Il favorisa alors la création de l'association Attive come prima, créée par Ada Burroni.
Pietro Bucalossi produisit, surtout avec Umberto Veronesi, un nombre important de textes scientifiques.

## Sources
- (it) Cet article est partiellement ou en totalité issu de l’article de Wikipédia en italien intitulé « Pietro Bucalossi » (voir la liste des auteurs).